# Hibbertia amplexicaulis
Hibbertia amplexicaulis är en tvåhjärtbladig växtart som beskrevs av Ernst Gottlieb von Steudel. Hibbertia amplexicaulis ingår i släktet Hibbertia och familjen Dilleniaceae. Inga underarter finns listade i Catalogue of Life.